# 阿鲁 (云南王)
阿鲁（?—?），又作脱鲁，元朝宗室，云南王，元世祖忽必烈曾孙，忽哥赤之孙，也先帖木儿第三子。
元统二年（1334年），元顺帝任命他为云南王，出镇云南。《昆明筇竹寺圣者碑》背面蒙文《云南王藏经碑》就是记载他在至元六年（1340年）所颁布的令旨。他的弟弟是孛罗，侄子是把匝剌瓦爾密。